# الكسندر صموئيل ماكليود
الكسندر صموئيل ماكليود (بالإنجليزية: Alexander Samuel MacLeod)‏ هو رسام أمريكي، ولد في 12 أبريل 1888، وتوفي في 1956.